# Dytiscus latissimus
Dytiscus latissimus је инсект из реда тврдокрилаца (Coleoptera) и породице гњураца (Dytiscidae).

## Распрострањење
Ареал врсте Dytiscus latissimus обухвата већи број држава. Врста има станиште у Русији, Шведској, Норвешкој, Пољској, Италији, Украјини, Белорусији, Финској, Данској, Босни и Херцеговини, Летонији, Чешкој и Аустрији.
Врста је изумрла у Немачкој, Француској, Холандији, Луксембургу и Белгији.
Врста је можда изумрла у Мађарској, Румунији, Словачкој, Швајцарској и Хрватској.

## Станиште
Станиште врсте су слатководна подручја.

## Угроженост
Ова врста се сматра рањивом у погледу угрожености врсте од изумирања.